# Syzygium staudtii
Syzygium staudtii là một loài thực vật có hoa trong Họ Đào kim nương. Loài này được (Engl.) Mildbr. miêu tả khoa học đầu tiên năm 1922.